# エグゼクティブサーチ
エグゼクティブサーチ（英: Executive search）は、職業紹介事業のひとつであり、社長などの経営幹部、または社外取締役や社外監査役、特定の専門的なスキルを持った人材を、外部からスカウトする業務を指す。

欧米諸国と比較すると、日本では2000年代までは、経営幹部の外部からの招聘はあまり盛んとは言えなかったが、2010年代に入ると、 サントリーにローソンから新浪剛史が、資生堂に日本コカ・コーラから魚谷雅彦が、LIXILにMonotaROから瀬戸欣哉が、武田薬品工業にグラクソ・スミスクラインからクリストフ・ウェバーが、それぞれ社長としてスカウトされたことで、その背後にあるエグゼクティブサーチに対しても注目が集まった。
2020年代に入ると、東芝が自社の社長選任にエグゼクティブサーチ会社を利用することを発表した。2021年に三菱ケミカルHD初の外国人社長に就いたギルソン氏の招聘は五大ファームの1社が関わった。

## 5大 エグゼクティブ・サーチファーム
世界5大エグゼクティブ・サーチファームとしてKorn Ferry（コーン・フェリー）、Egon Zehnder（エゴン・ゼンダー）、Heidrick & Struggles（ハイドリック・アンド・ストラグルズ）、Spencer Stuart（スペンサー・スチュワート）、Russell Reynolds Associates（ラッセル・レイノルズ・アソシエイツ）が有名であり、いずれもグローバルで1000億円以上の売上規模とコンサルティング・ファームとして大規模で活動している。日本を含む世界各国で多数の拠点を運営し、コンサルタント数も各社300名を越えている。

## 著名なヘッドハンター
日本では辻伸之（スペンサースチュワート日本法人社長）、渡辺紀子（ハイドリック・アンド・ストラグルズ パートナー）、佃秀昭（元エゴンゼンダー社長、元産業革新投資機構専務取締役COO、株式会社ボードアドバイザーズ代表取締役社長）などがエグゼクティブ・サーチのコンサルタントとして著名。